# Hinz und Kunz
Hinz und Kunz (Kurzformen der Namen Heinrich und Konrad) ist eine deutsche Redewendung und Synonym für Jedermann. In der Seefahrt ist die Bezeichnung Janmaat üblich.
Im Hochmittelalter, konkret vom 11. bis 13. Jahrhundert, waren Heinrich (Kurzform: Hinz) und Konrad (Kurzform: Kunz) die Namen zahlreicher deutscher Herrscher, nach denen in Folge auch die einfache Bevölkerung ihre Kinder benannte. Ein großer Teil der Männer trug daher diese Namen und es kam zu einer Inflation, aus der sich letztlich die heute noch gebräuchliche Redewendung bildete. Der Begriff ist seit dem 13. Jahrhundert belegt und etwa ab dem 15. Jahrhundert als Spottbezeichnung gebräuchlich und findet unter anderem im Märchen Rumpelstilzchen und in der Novelle Michael Kohlhaas von Heinrich von Kleist Verwendung.

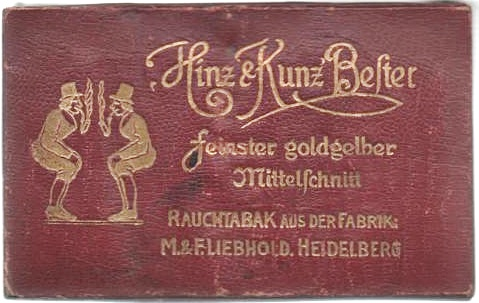
Hinz & Kunz Tabak, Heidelberg, um 1910

Hinz und Kunz ist der Titel eines Gedichtes von Gotthold Ephraim Lessing. In Hamburg und Umgebung entstand 1993 in Anlehnung daran die Obdachlosenzeitung Hinz&Kunzt.
Im frühen 20. Jahrhundert gab es die Tabakmarke Hinz & Kunz der Tabakfabrik M. u. F. Liebhold in Heidelberg.
Entsprechende Wendungen in anderen Sprachen lauten:
- Tom, Dick and Harry – im Englischen
- Fulano, Zutano y Mengano – im Spanischen
- Pierre, Paul ou Jacques – im Französischen
- i Sára ke i Mára (η Σάρα και η Μάρα, deutsch „Sara und Mara“) – im Griechischen
- Jan en alleman – im Niederländischen
- Tizio, Caio e Sempronio – im Italienischen
- Fulano, Sicrano e Beltrano – im Portugiesischen
- Pérez i Pujol – im Katalanischen
- Iwanow, Petrow, Sidorow (Иванов, Петров, Сидоров) – im Russischen
- Âre, Ure, Šamsi Kure – im Persischen
- Gud og hvermann – im Norwegischen
- Andersson, Pettersson och Lundström – im Schwedischen
- Kull man habba wa-dabba (كل من هبّ ودبّ) – im Arabischen
- Fulān wa-ʿIllān (فلان وعلان) – im Arabischen
- Era Ghera, Nathu, Khera (ایرا غیرہ نتھو خیرا) – auf Urdu/Hindi
- Phalana Dhingra – in Panjabi
- Nodaai Bhodaai – im Assamesischen
- ā māo ā gǒu (阿貓阿狗 / 阿猫阿狗) – im Chinesischen (wörtlich: „Katze und Hund“)
- Wáng èr, Zhāng sān, Lǐ sì (王二張三李四) – im Chinesischen (Wáng, Zhāng und Lǐ sind verbreitete Familiennamen, während 二, 三 und 四 die Zahlen Zwei, Drei und Vier sind.)
- neko mo shakushi mo (猫も杓子も) – im Japanischen (wörtlich: „Katzen und auch Schöpfkellen“)
- Suljo i Puljo (Сульо и Пульо) – im Bulgarischen
- Filani dhe Pishmani – im Albanischen
- Ali ile Veli – im Türkischen
- Jann a Mann – (auch: Jenni a Menni) im Luxemburgischen
- Pera, Mika i Žika – im Serbischen
- Hemu kes – im Kurdischen
- Chaim Jankl (חיים יענקל) – im Jiddischen
- Jonas, Petras ar Antanas – im Litauischen